# Gorgone (Chiese)
Der Gorgone ist ein etwa 6 km langer linker Nebenfluss des Chiese in Norditalien.
Der Fluss entspringt östlich des Ortes Arveaco am Nordhang des Monte Besum in ungefähr 1000 m Höhe. Zuerst fließt er nach Norden den Hang des Berges hinab durch das Val Bondo. Südlich von Treviso Bresciano ändert er seinen Verlauf nach Westen. Dort verbindet er sich mit dem Canale Carpen, der von Osten zufließt. Er fließt am Monte Castello und Monte Colmo vorbei und mündet bei Vestone in den Chiese.